# 国道119号

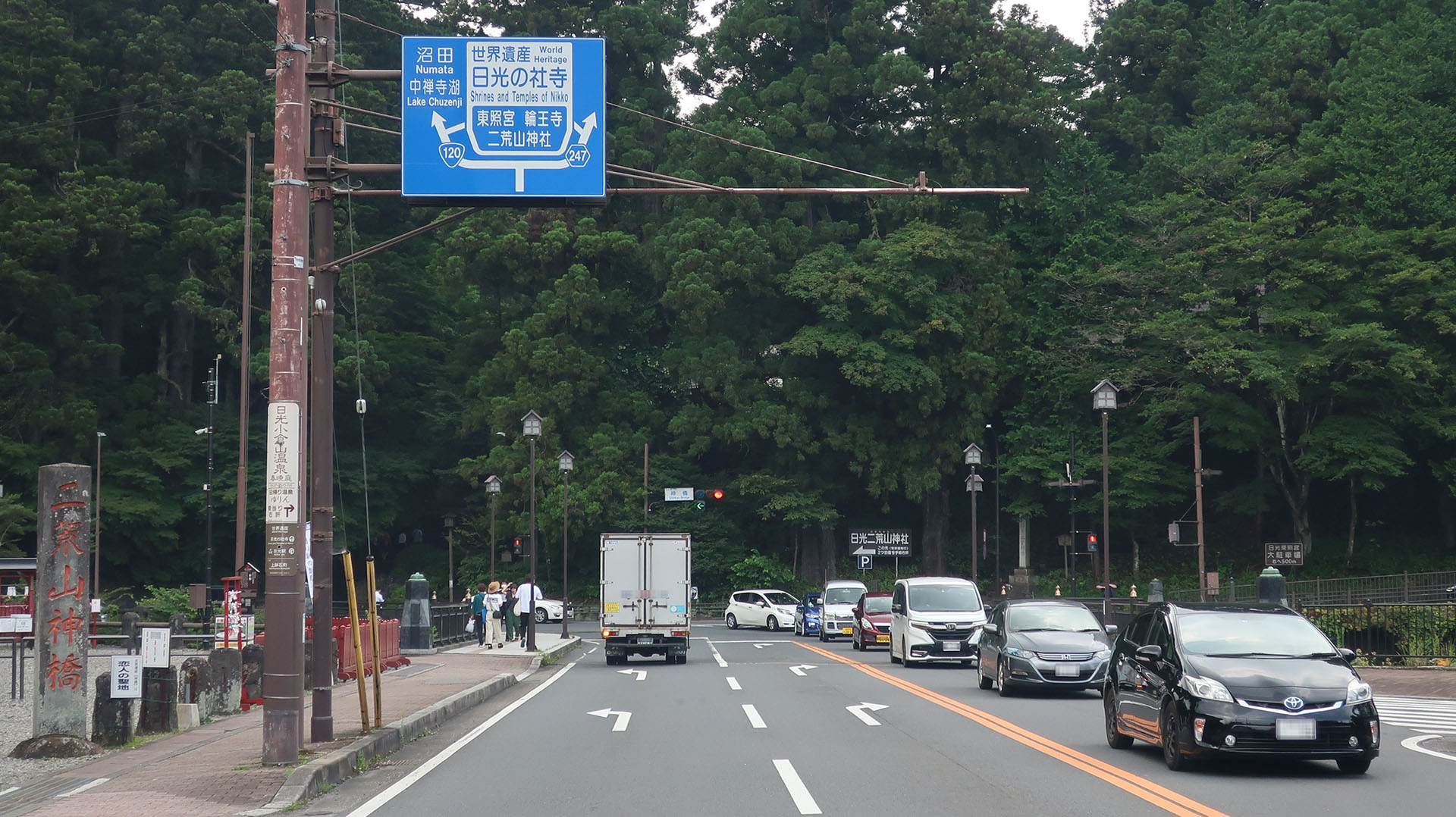
国道119号 起点
栃木県日光市 神橋交差点

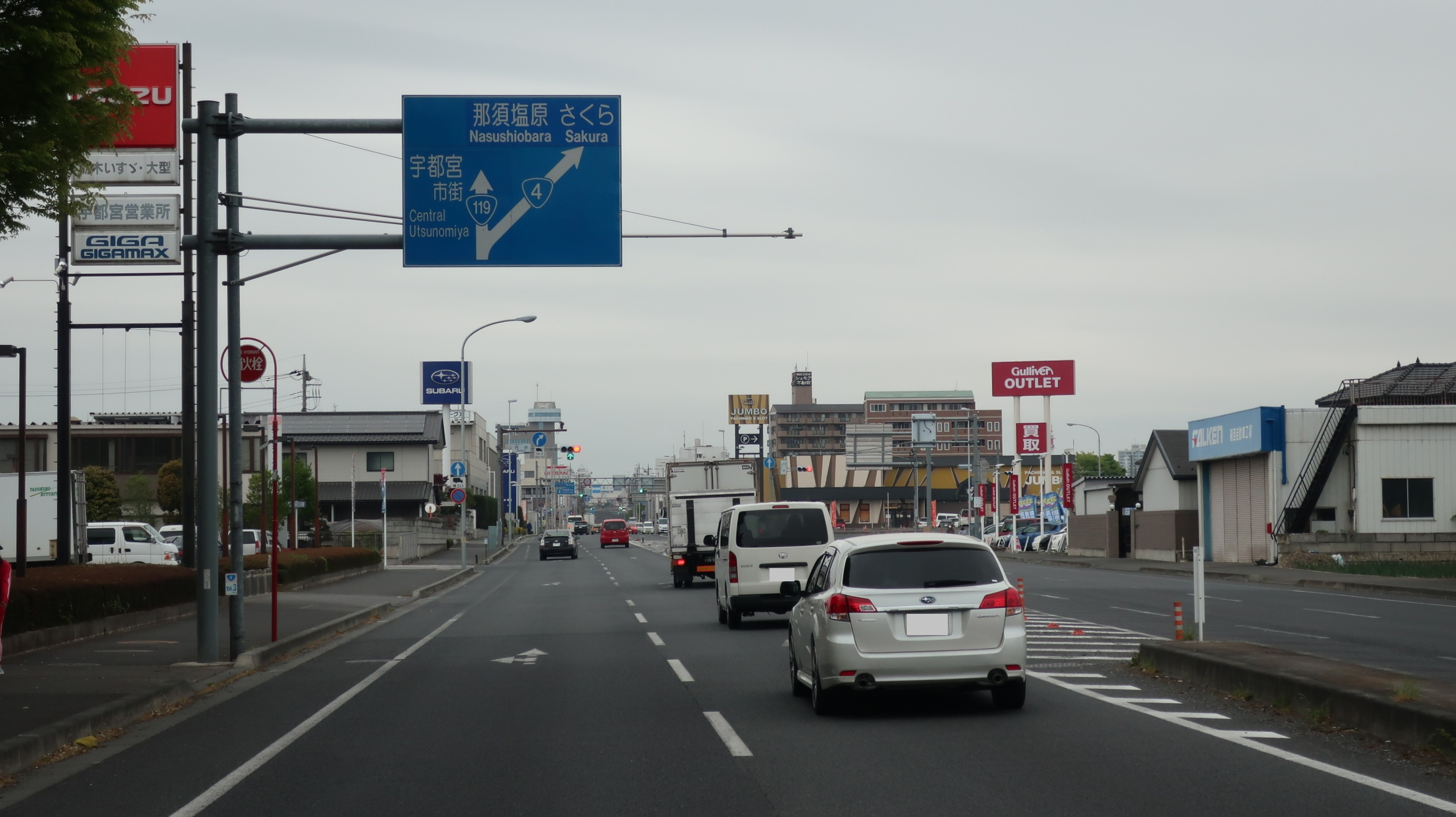
国道119号 終点
栃木県宇都宮市 西原交差点

国道119号（こくどう119ごう）は、栃木県日光市から宇都宮市に至る一般国道である。

## 概要

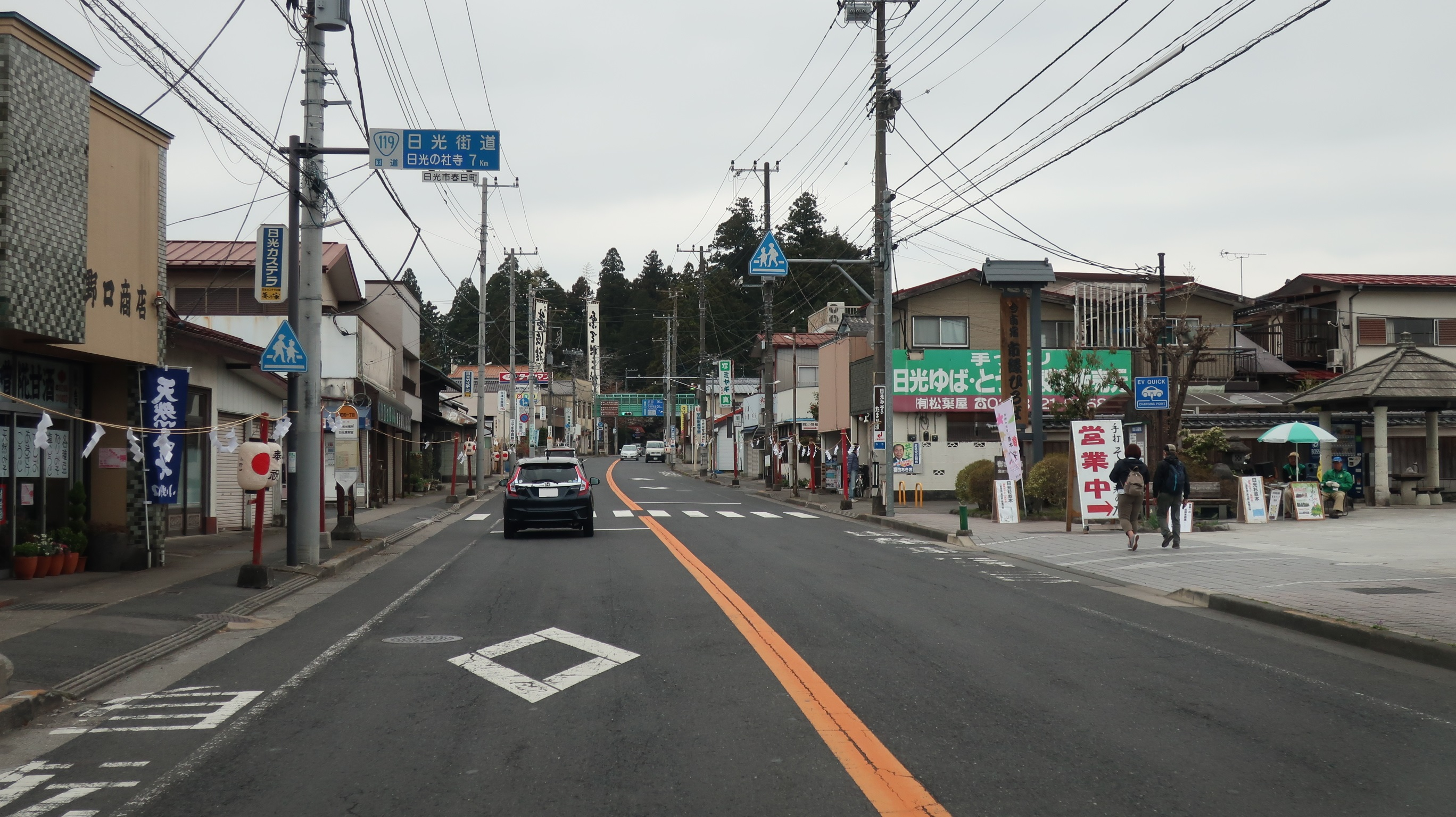
日光街道の標識
栃木県日光市今市

日光から宇都宮までの間を日光街道に沿って結んでおり、かつての宿場町である今市、大沢、徳次郎といったかつての街並みを残す地域を経由する。日光市今市の小倉町交差点付近から大沢町付近の区間は日光杉並木街道として有名。日本ロマンチック街道の一部に指定されている。
2005年（平成17年）11月8日14時より、宇都宮北道路の3.9 km区間が、一般道路としては全国的にも珍しい最高速度80 km/hに設定された。

### 路線データ
一般国道の路線を指定する政令に基づく起終点および重要な経過地は次のとおり。
- 起点：日光市（神橋交差点 = 国道120号・国道122号・栃木県道247号日光今市線起点）
- 終点：宇都宮市（西原交差点 = 国道4号交点）
- 重要な経過地：今市市[注釈 3]
- 総延長 : 69.7 km[2][注釈 4]
- 重用延長 : なし[2][注釈 4]
- 未供用延長 : なし[2][注釈 4]
- 実延長 : 69.7 km[2][注釈 4]
  - 現道 : 39.7 km[2][注釈 4]
  - 旧道 : 13.6 km[2][注釈 4]
  - 新道 : 16.4 km[2][注釈 4]
- 指定区間：なし[3]

## 歴史
- 1911年（明治44年）3月4日 - 東京市（日本橋）から第14師団（河内郡国本村：現・栃木県宇都宮市）までの区間が国道60号（その後国道29号に改称）に制定される[4]。これが国道119号の前身となる。
- 1953年（昭和28年）5月18日 - 二級国道119号日光宇都宮線（栃木県上都賀郡日光町[注釈 5] - 宇都宮市）として指定施行[5]。
- 1965年（昭和40年）4月1日 - 道路法改正により一級・二級区分が廃止されて一般国道119号として指定施行[1]。
- 2021年（令和3年）10月8日 - 水無バイパスが開通[6]。

## 路線状況

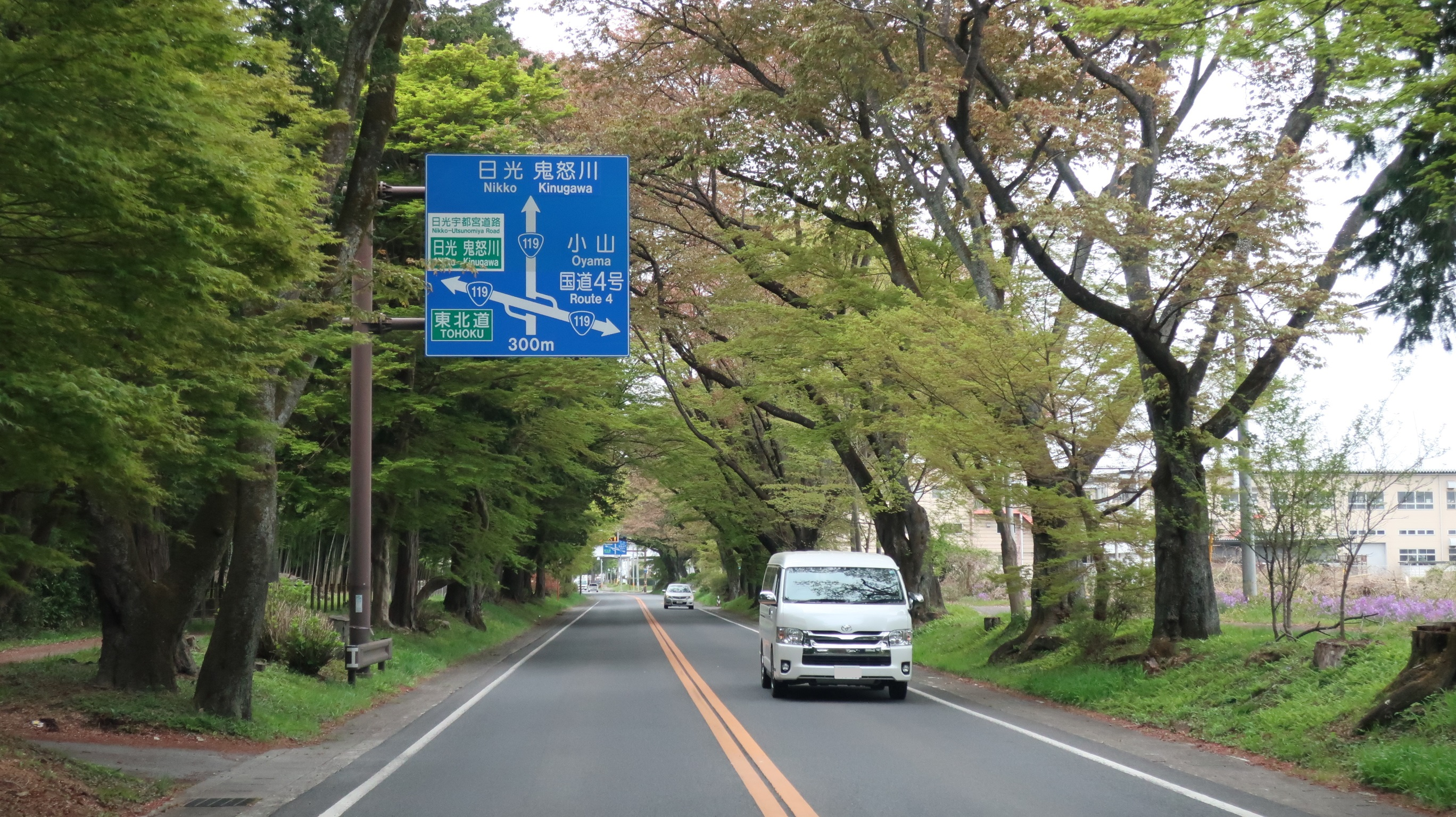
宇都宮北道路との分岐
栃木県宇都宮市下金井町

### 通称
- 日光街道（日光市神橋交差点 - 宇都宮市松原3丁目）
- 桜通り（宇都宮市松原3丁目交差点 - 桜2丁目交差点）
- 大通り（宇都宮市桜2丁目交差点 - 池上町交差点）
- 東京街道（宇都宮市池上町交差点 - 西原交差点）

### バイパス
日光宇都宮道路
宇都宮IC - 日光IC間が国道119号の別線という扱いになっている。栃木県道路公社の管理による有料の自動車専用道路である。
水無バイパス
日光市今市市街地の杉並木区間を迂回するバイパス道路。隣接する県道・市道と一体的に国道119号の広域バイパスとして運用されている。
宇都宮環状北道路
豊郷バイパスとも呼ばれ、国道4号平出工業団地交差点から宮環上戸祭町交差点までのバイパス区間が該当。宇都宮環状道路の北側区間に相当する。
宇都宮北道路
宇都宮環状北道路上戸祭ICから宇都宮ICまでをバイパスする新線。事実上の自動車専用道路であり、歩行者・自転車を含む軽車両・ミニカー・小型特殊自動車・125 cc以下の二輪車は通行禁止となっている。

### 重複区間
- 国道121号・国道352号（日光市今市・春日町交差点 - 日光市・追分地蔵尊前）

### 道路施設

#### 道の駅
- 日光（日光市今市）

## 地理

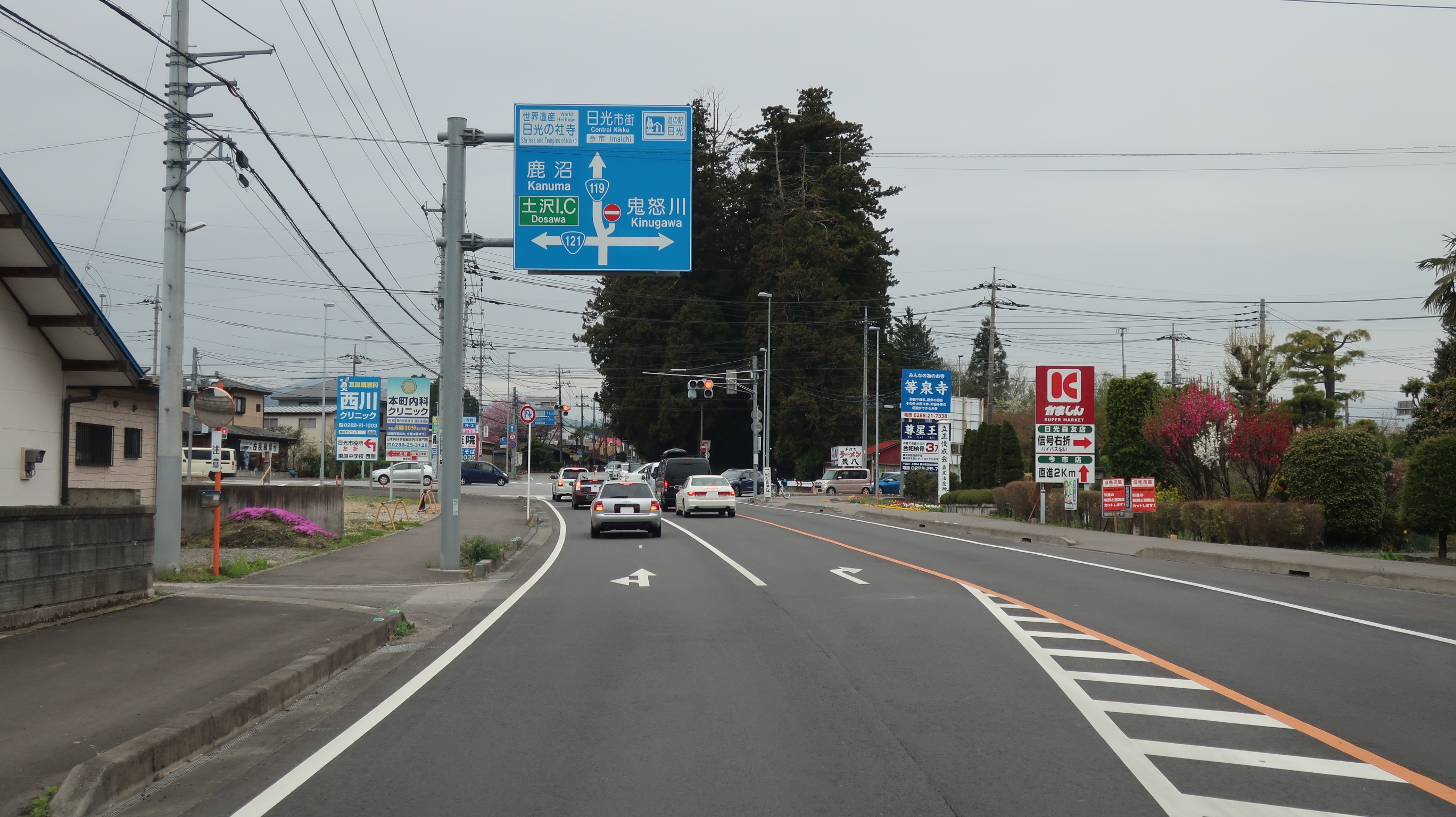
国道121号との分岐
栃木県日光市森友

### 通過する自治体
- 栃木県
  - 日光市 - 宇都宮市

### 交差する道路
- 交差する道路の特記がないものは市道。
- バイパス区間の交差道路については各バイパス道路記事を参照。

| 交差する道路                        | 交差する道路                                     | 市町村名 | 交差点名       |
| ----------------------------------- | ------------------------------------------------ | -------- | -------------- |
| 栃木県道247号日光今市線             | 国道120号・国道122号                             | 日光市   | 神橋           |
| 栃木県道169号栗山日光線             | -                                                | 日光市   | 松原町         |
| 栃木県道14号鹿沼日光線              |                                                  | 日光市   | 東武日光駅前   |
|                                     | 栃木県道203号日光停車場線                        | 日光市   | 相生町         |
| 国道121号・国道352号                | 国道121号 栃木県道70号宇都宮今市線               | 日光市   | 春日町         |
| 栃木県道62号今市氏家線              | 国道121号・国道352号 栃木県道229号今市停車場線   | 日光市   | 小倉町         |
| 国道461号                           |                                                  | 日光市   | 七本桜         |
|                                     | 国道121号 / 板橋バイパス                         | 日光市   | 森友           |
| 栃木県道279号大桑大沢線             | -                                                | 日光市   | 水無           |
|                                     | 栃木県道110号下野大沢停車場線                    | 日光市   | 大沢           |
| -                                   | 栃木県道22号大沢宇都宮線                         | 日光市   | （大沢町地内） |
| 栃木県道295号今市スポーツセンター線 | -                                                | 日光市   | 山口           |
| -                                   | 栃木県道149号小来川文挟石那田線                  | 宇都宮市 | 猪倉街道入口   |
| 栃木県道77号宇都宮船生高徳線        | -                                                | 宇都宮市 | 船生街道入口   |
| 国道293号                           | 国道293号                                        | 宇都宮市 | 徳次郎         |
| 国道119号 / 宇都宮北道路            | 国道119号 / 宇都宮北道路                         | 宇都宮市 | 宇都宮IC入口   |
| 国道119号 / 豊郷バイパス            | 栃木県道3号宇都宮亀和田栃木線                    | 宇都宮市 | 宮環上戸祭町   |
| 栃木県道157号下岡本上戸祭線旧道     |                                                  | 宇都宮市 | 上戸祭町       |
| （清住町通り）                      | -（屈折）                                        | 宇都宮市 | 松原3丁目      |
| -                                   | 栃木県道22号大沢宇都宮線                         | 宇都宮市 | 松原2丁目      |
| -（屈折）                           | 栃木県道2号宇都宮栃木線 栃木県道70号宇都宮今市線 | 宇都宮市 | 桜2丁目        |
| 栃木県道10号宇都宮那須烏山線        | -（屈折）                                        | 宇都宮市 | 池上町         |
| 国道4号                             | -                                                | 宇都宮市 | 西原/西原町    |